# Bardstown
Bardstown är en ort i Nelson County i delstaten Kentucky, USA. År 2000 hade staden 10 374 invånare. Den har enligt United States Census Bureau en area på 18,7 km², varav  0,1 km² av det är vatten. Bardstown är administrativ huvudort (county seat) i Nelson County. 